# Kunovci
Většina masožravých vačnatců náleží do řádu kunovců (Dasyuromorphia) – včetně kunovců, vakomyší, tasmánského čerta a nedávno vyhynutých vakovlků. Jedinou výjimku tvoří všežraví bandikuti a vakokrti, kteří jsou masožravci, ale velmi odlišní od kunovců, a již mají svůj vlastní řád.
Do tohoto řádu spadají tři čeledi. Dvě s jedním druhem a jedna s přibližně 55 druhy.
Na rozdíl od býložravců, kteří mají tendence specializovat se na jeden druh potravy podle toho, kde se vyskytují, se masožravci vyvíjejí podobně i při různém okolním prostředí, samozřejmě jen na úrovni celkové externí podoby. Jsou podobní masožravcům ze severní polokoule jako jsou kočky, lišky a lasičky. Svědčí o tom i původní jména která dostala od evropských osidlovatelů, vakovlk byl původně pojmenován jako tasmánský tygr, kunovci jako domorodé kočky a tak dále. Nicméně většina druhů této čeledi je malého vzrůstu, typicky mezi 15 a 20 gramy, až ke 2 kilogramům, nebo, chcete-li, od velikosti myši k velikosti kočky domácí.
Hlavní rozdíly mezi vačnatými dravci jsou ve velikosti. Ještě před velkými změnami prostředí, které přišly s prvním příchodem lidí někdy před 50 000 lety, zde žilo pár velmi velkých vačnatých masožravců. Dnes už jsou ti největší vyhynulí. Nutno podotknout, že i tak mezi kunovci nikdy nebyli velcí dravci. Ti, kteří přežili do dnešní, nebo nedávné doby, jsou spíše menší. Přibližně velikosti vlka v případě vakovlkovitých až po maličkou vakomyš dlouhoocasou, která je při svých 4 až 6 gramech velká asi jako poloviční myš.